# Christian Hellwig
Christian Nikolaus Hellwig (* 31. Mai 1940 in Neidenburg/Ostpreußen; † 26. August 2014) war ein Generalmajor des Heeres der Bundeswehr.

## Leben

### Kindheit, Ausbildung und erste Verwendungen
Hellwig legte 1959 das Abitur ab, trat anschließend als Offizieranwärter in die Bundeswehr ein und absolvierte  die Ausbildung zum Offizier des Truppendienstes der Artillerietruppe. 1961 wurde er zum Leutnant befördert und hatte verschiedene Verwendungen im Truppendienst.

### Dienst als Stabsoffizier
Von 1971 bis 1973 absolvierte Hellwig den 14. Generalstabslehrgang Heer an der Führungsakademie der Bundeswehr in Hamburg, wo er zum Offizier im Generalstabsdienst ausgebildet wurde. 1973 wurde er G3-Stabsoffizier im Hauptquartier der Northern Army Group auf dem Gelände des JHQ Rheindahlen in Mönchengladbach und 1975 G3 Op des I. Korps in Münster. 1978 übernahm er als Bataillonskommandeur das Kommando über das Panzerartilleriebataillon 125 in Bayreuth und wurde 1980 zunächst Referent in der Stabsabteilung III des Führungsstabs des Heeres (Fü H) im Bundesministerium der Verteidigung (BMVg) in Bonn und anschließend Generalstabsoffizier beim Chef des Stabes des Fü H im BMVg. 1982 wurde Hellwig als Oberst Abteilungsleiter für Kampfunterstützung der Northern Army Group. 1984 besuchte er einen Lehrgang am United States Army War College in Carlisle, Pennsylvania, Vereinigte Staaten, bevor er 1985 Referatsleiter für konzeptionelle Planung im Fü H VI 2 im BMVg wurde. 1988 wurde ihm die Führung der Panzerbrigade 6 in Hofgeismar übertragen.

### Dienst als General
Die Ernennung zum Brigadegeneral erfolgte für Hellwig am 1. Oktober 1991. Vom 1. Oktober 1991 bis 31. März 1995 war er Abteilungsleiter IX und General der Artillerie im Heeresamt in Köln, vom 1. April 1995 bis 31. März 1996 Stabsabteilungsleiter VI im Fü H im BMVg und ab dem 1. April 1996 Befehlshaber im Wehrbereich II und Divisionskommandeur der 1. Panzerdivision in Hannover. Das Wehrbereichskommando II war zum 1. April 1994 mit dem Stab der 1. Panzerdivision verschmolzen worden.

### Privates
Hellwig war verheiratet und hatte eine Tochter. Er starb 2014.

### Auszeichnungen
- Niedersächsischer Verdienstorden, 31. Mai 2000